# Bergtjärnarna (Frostvikens socken, Jämtland)
Bergtjärnarna är en sjö i Strömsunds kommun i Jämtland och ingår i Ångermanälvens huvudavrinningsområde. Sjön har en area på 0,0629 kvadratkilometer och ligger 417,1 meter över havet.

## Delavrinningsområde
Bergtjärnarna ingår i det delavrinningsområde (715182-144522) som SMHI kallar för Utloppet av Fiskåtjärnen. Medelhöjden är 587 meter över havet och ytan är 8,14 kvadratkilometer. Räknas de 29 avrinningsområdena uppströms in blir den ackumulerade arean 135,68 kvadratkilometer. Sjulsån (Fiskån) som avvattnar avrinningsområdet har biflödesordning 3, vilket innebär att vattnet flödar genom totalt 3 vattendrag innan det når havet efter 287 kilometer. Avrinningsområdet består mestadels av skog (66 procent) och kalfjäll (19 procent). Avrinningsområdet har 0,77 kvadratkilometer vattenytor vilket ger det en sjöprocent på 9,5 procent.